# Arben Akış
Arben Akış (Smirne, 17 ottobre 2015) è un attore turco.

## Biografia
Arben Akış è nato il 17 ottobre 2015 a Smirne (Turchia), ed è originario del distretto di Konak, in provincia di Smirne.

## Carriera
Arben Akış nel 2019 ha intrapreso i suoi studi di recitazione. Nello stesso anno ha fatto la sua prima apparizione come attore con il ruolo di Ali nella serie Come sorelle (Sevgili Geçmiş). L'anno successivo, nel 2020, ha interpretato il ruolo di Ali Osman nella serie Payitaht Abdülhamid. Nel 2021 ha ricoperto il ruolo di Necip nella serie Mavera: Hace Ahmed Yesevi ed ha recitato nella serie Akif. Nello stesso anno ha recitato nel film Bayram Sekeri diretto da Bilal Kalyoncu. Nel 2022 ha interpretato il ruolo di Onur Balci nella serie Evlilik Hakkinda Her Sey.

## Filmografia

### Cinema
- Bayram Sekeri, regia di Bilal Kalyoncu (2021)

### Televisione
- Come sorelle (Sevgili Geçmiş) – serie TV (2019)
- Payitaht Abdülhamid – serie TV (2020)
- Akif – serie TV (2021)
- Mavera: Hace Ahmed Yesevi – serie TV (2021)
- Evlilik Hakkinda Her Sey – serie TV (2022)